# 카고룩스의 운항 노선
2016년 11월 기준, 카고룩스의 운항노선은 다음과 같다.

## 운항 노선

### 아시아

#### 동아시아
- 대한민국
  - 서울 - 인천국제공항
- 중화인민공화국
  - 베이징 - 베이징 서우두 국제공항
  - 상하이 - 상하이 푸둥 국제공항
  - 샤먼 - 샤먼 가오치 국제공항
  - 정저우 - 정저우 신정 국제공항
- 홍콩
  - 홍콩 - 홍콩 첵랍콕 국제공항
- 일본
  - 고마쓰 - 고마쓰 공항
- 중화민국
  - 타이베이 - 타이완 타오위안 국제공항

#### 동남아시아
- 말레이시아
  - 쿠알라룸푸르 - 쿠알라룸푸르 국제공항
- 베트남
  - 하노이 - 노이바이 국제공항
  - 호치민 - 떤선녓 국제공항
- 싱가포르
  - 싱가포르 - 싱가포르 창이 국제공항
- 태국
  - 방콕 - 수완나품 국제공항

#### 남아시아
- 인도
  - 뭄바이 - 차트라파티 시바지 국제공항
  - 첸나이 - 첸나이 국제공항

#### 서남아시아
- 레바논
  - 베이루트 - 베이루트 국제공항
- 사우디아라비아
  - 리야드 - 킹 칼리드 국제공항
  - 담맘 - 킹 파드 국제공항
- 아랍에미리트
  - 아부다비 - 아부다비 국제공항
  - 두바이 - 두바이 국제공항
  - 샤르자 - 샤르자 국제공항
- 오만
  - 무스카트 - 무스카트 국제공항
- 요르단
  - 암만 - 퀸 알리아 국제공항
- 카타르
  - 도하 - 뉴도하 국제공항
- 쿠웨이트
  - 쿠웨이트 시티 - 쿠웨이트 국제공항
- 파키스탄
  - 카라치 - 진나 국제공항

### 아프리카

#### 서아프리카
- 가나
  - 아크라 - 코토카 국제공항
- 나이지리아
  - 카라치 - 무르탈라 모하메드 국제공항
- 말리
  - 바마코 - 바마코 세노우 국제공항
- 부르키나파소
  - 와가두구 - 와가두구 국제공항
- 코트디부아르
  - 아비장 - 포르부에 국제공항

#### 남아프리카
- 남아프리카 공화국
  - 요하네스버그 - OR 탐보 국제공항

#### 동아프리카
- 차드
  - 은자메나 - 은자메나 국제공항
- 케냐
  - 나이로비 - 조모 케냐타 국제공항
- 콩고 공화국
  - 브라자빌 - 마야마야 국제공항
- 콩고 민주 공화국
  - 킨샤사 - 은질리 국제공항

#### 북아프리카
- 이집트
  - 카이로 - 카이로 국제공항

### 유럽

#### 서유럽
- 영국
  - 런던 - 런던 스탠스테드 국제공항
  - 글래스고 - 글래스고 프레스트윅 공항
- 독일
  - 뮌헨 - 뮌헨 국제공항
- 네덜란드
  - 암스테르담 - 암스테르담 스키폴 국제공항
  - 마스트리흐트 - 마스트리흐트 아헨 공항
- 룩셈부르크
  - 룩셈부르크 시티 - 룩셈부르크 핀델 국제공항 허브

#### 중유럽
- 스위스
  - 취리히 - 취리히 국제공항
- 오스트리아
  - 빈 - 빈 국제공항

#### 남유럽
- 스페인
  - 바르셀로나 - 바르셀로나 엘프라트 국제공항
  - 사라고사 - 사라고사 공항
- 이탈리아
  - 밀라노 - 밀라노 말펜사 국제공항 카고룩스 이탈리아 허브
- 튀르키예
  - 이스탄불 - 아타튀르크 국제공항

#### 동유럽
- 헝가리
  - 부다페스트 - 부다페스트 페리 헤지 국제공항

#### 북유럽
- 노르웨이
  - 오슬로 - 오슬로 가르데르모엔 국제공항

### 아메리카

#### 북아메리카
- 미국
  - 뉴욕 - 존 F. 케네디 국제공항
  - 댈러스 - 댈러스 포트워스 국제공항
  - 로스앤젤레스 - 로스앤젤레스 국제공항
  - 마이애미 - 마이애미 국제공항
  - 시애틀 - 시애틀 타코마 국제공항
  - 시카고 - 시카고 오헤어 국제공항
  - 애틀랜타 - 하츠필드 잭슨 애틀랜타 국제공항
  - 앵커리지 - 테드 스티븐스 앵커리지 국제공항
  - 인디애나폴리스 - 인디애나폴리스 국제공항
  - 콜롬버스 - 리켄배커 국제공항
  - 헌츠빌 - 헌츠빌 국제공항
  - 휴스턴 - 조지 부시 인터콘티넨털 공항
- 캐나다
  - 캘거리 - 캘거리 국제공항
- 멕시코
  - 멕시코 시티 - 멕시코시티 국제공항
  - 과달라하라 - 미겔 이달고 이 코스티야 국제공항

#### 남아메리카
- 브라질
  - 리우데자네이루 - 리우데자네이루 갈레앙 국제공항
  - 마나우스 - 에두아르도 고메스 국제공항
  - 상파울루 - 상파울루 구아룰류스 국제공항
  - 캄피나스 - 비라코푸스 캄피나스 국제공항
  - 쿠리치바 - 아폰수 페나 국제공항
  - 페트롤리나 - 페트롤리나 세나두르 닐루 코엘류 공항
- 에콰도르
  - 라타쿵가 - 코토팍시 국제공항
- 콜롬비아
  - 보고타 - 엘도라도 국제공항

#### 카리브해
- 푸에르토리코
  - 아구아디아 - 라파엘 헤르난데즈 국제공항